# Inhalátor

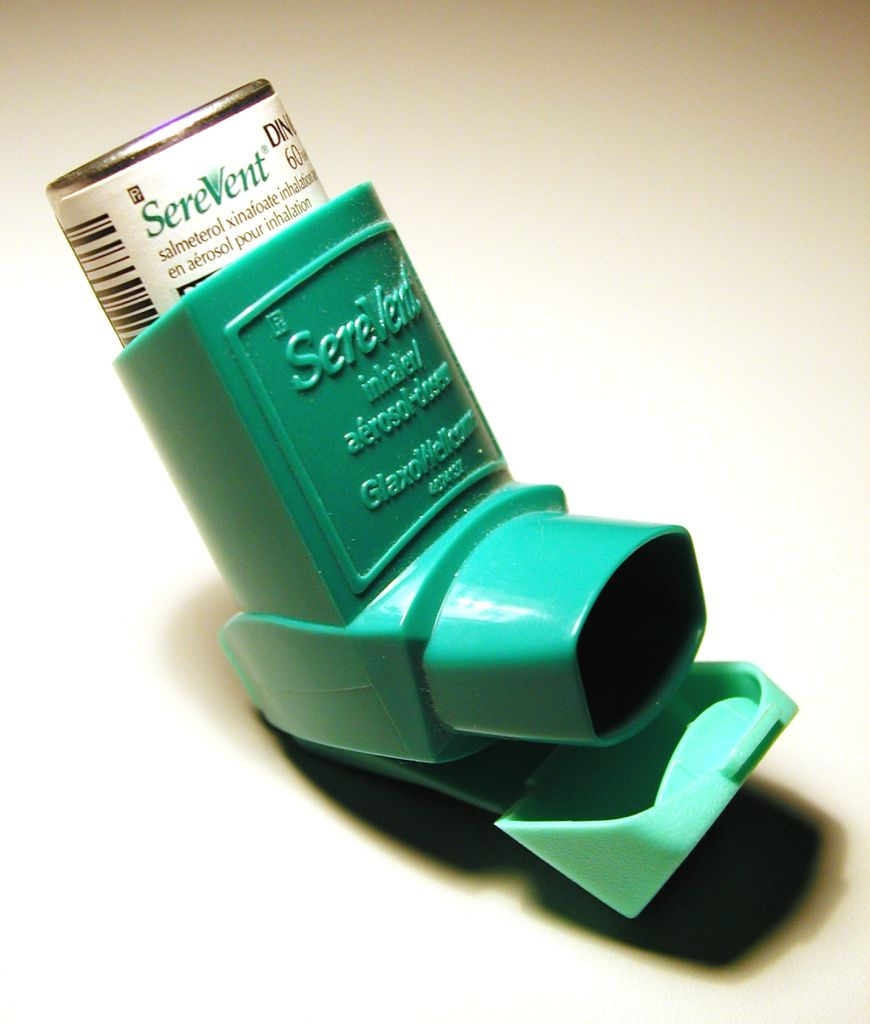
Inhalátor

Inhalátor je přístroj, který se používá při inhalaci, tedy při vdechování par různých léčiv k tomu určených jako jsou Vincentka a jiné minerální vody, roztoky léků a další aerosoly.
Inhalátor je účinným pomocníkem při léčbě a zmírnění dýchacích potíží, astmatu, bronchitidy a jiných respiračních onemocnění. Při použití inhalátoru se ze zásobníku rozprašovače uvolňuje do ovzduší jemná mlhovina, která má příznivé léčivé účinky při respiračních onemocněních.
Na trhu je dnes několik typů inhalátorů, nejčastěji se používají inhalátory kapesní, kompresorové nebo ultrazvukové.